# Joáo Francisco de Sales
1. WEITERLEITUNG João Sales